# Balizia leucocalyx
Balizia leucocalyx är en ärtväxtart som först beskrevs av Nathaniel Lord Britton och Joseph Nelson Rose, och fick sitt nu gällande namn av Rupert Charles Barneby och James Walter Grimes. Balizia leucocalyx ingår i släktet Balizia och familjen ärtväxter. Inga underarter finns listade i Catalogue of Life.